# 249V busz (Budapest)
A budapesti 249V jelzésű autóbusz a Deák Ferenc tér és a Fővám tér között közlekedett. A járatot a Budapesti Közlekedési Zrt. üzemeltette.

## Története
2007. december 3-án indult a Fővám tér és a Deák Ferenc tér között. A járat a 149V pótlóbusz betétjárata volt, ami a Fehérvári út és a Deák Ferenc tér között közlekedett. 2008. december 19-én a 47-49V, a 149V és a 249V pótlóbusz megszűnt, a 47-es és a 49-es villamos újraindult.

## Útvonala
| Fővám tér felé                                                                                  | Deák Ferenc tér felé |
| ----------------------------------------------------------------------------------------------- | --- |
| Deák Ferenc tér M vá. – Károly körút – Múzeum körút – Kálvin tér – Vámház körút – Fővám tér vá. | Fővám tér vá. – Vámház körút – Sóház utca – Csarnok tér – Pipa utca – Vámház körút – Kálvin tér – Múzeum körút – Károly körút – Deák Ferenc tér M vá. |

## Megállóhelyei
| 0 | Deák Ferenc tér M végállomás | 8 | 9, 15, 16, 105, 109, 115, 149V                                             |
| 2 | Deák Ferenc tér M            | ∫ | 9, 15, 16, 105, 109, 115, 149V                                             |
| 4 | Astoria M                    | 6 | 74 5, 7, 7E, 8, 9, 47-49V, 109, 112, 149V, 173, 173E, 178, 178A, 233E, 239 |
| 6 | Kálvin tér M                 | 4 | 89 8, 9, 15, 83, 109, 112, 115, 149V                                       |
| ∫ | Vámház körút                 | 2 | 2V, 83                                                                     |
| ∫ | Csarnok tér                  | 1 | 2V, 83                                                                     |
| 8 | Fővám tér végállomás         | 0 | 2V, 83, 149V                                                               |